# Ludwig von Wäcker-Gotter

Ludwig von Wäcker-Gotter als Bonner Preuße

Ludwig Freiherr von Wäcker-Gotter (* 21. Oktober 1833 in Breslau; † 24. Mai 1908 in Baden-Baden) war ein deutscher Diplomat.

## Leben
Ludwig von Wäcker war ein Sohn des Oberleutnants und Regimentsadjutanten von Wäcker. Er besuchte das Maria-Magdalenen-Gymnasium in Breslau. Nach dem Abitur Ostern 1851 studierte er an der Schlesischen Friedrich-Wilhelms-Universität, der Rheinischen Friedrich-Wilhelms-Universität und der Friedrich-Wilhelms-Universität zu Berlin. 1852 wurde er Mitglied des Corps Marchia Breslau und des Corps Borussia Bonn. 1854 wurde er Gerichtsreferendar, 1859 Regierungsassessor, 1867/68 Ausstellungskommissar in Paris, 1868 Oberpräsidialrat, 1869 Generalkonsul in Budapest, 1879 Gesandter in Mexiko, 1888 in Lissabon und 1892 Gesandter und bevollmächtigter Minister des Deutschen Reiches am Hofe von Serbien in Belgrad. Pensioniert wurde er als Wirkl. Geh. Rat. Er wurde 1868 in den preußischen Adelsstand und 1877 in den persönlichen Freiherrenstand erhoben.